# Castelnuovo Berardenga
Castelnuovo Berardenga ist eine italienische Gemeinde mit 8940 Einwohnern (Stand 31. Dezember 2023) in der Provinz Siena der Region Toskana.

## Geografie

Lage von Castelnuovo Berardenga in der Provinz Siena

Castelnuovo Berardenga liegt etwa 20 km östlich der Provinzhauptstadt Siena und etwa 50 km südöstlich der Regionalhauptstadt Florenz auf einem Hügel zwischen den Flüssen Marena, Arbia und Ombrone. Das Gemeindegebiet wird zudem von den Flüssen Ambra, Bozzone und Staggia durchquert. Die Gemeinde liegt in der klimatischen Einordnung italienischer Gemeinden in der Zone D, 2 099 GG. Die Kirchen im westlichen Gemeindegebiet gehören zum Erzbistum Siena-Colle di Val d’Elsa-Montalcino, die im östlichen zum Bistum Arezzo-Cortona-Sansepolcro (Erzbistum Florenz).
Zu den Ortsteilen (frazioni) zählen Bossi, Casetta, Castell’in Villa, Colonna del Grillo, Corsignano, Geggiano, Grillo, Guistrigona, Monaciano, Monastero d’Ombrone, Montaperti (auch Monteaperti), Pacina, Pianella, Pievasciata, Poggiarello, Ripa, Ponte a Bozzone, Pontignanello, Pontignano, Quercegrossa, Rosennano, San Felice, San Giovanni a Cerreto, San Gusmè, San Piero, Santa Chiara, Santa Margherita, La Suvera, Stellino, Vagliagli, Villa a Sesta und Vitignano.
Die Nachbargemeinden sind Asciano, Bucine (AR), Castellina in Chianti, Gaiole in Chianti, Monteriggioni, Radda in Chianti, Rapolano Terme und Siena.
Castelnuovo Berardenga ist seit 1932 Teil des Chianti-Gebietes. Der dort angebaute Chianti-Wein unterteilt sich in die zwei Weinanbauzonen des Colli Senesi und des Classico.

## Geschichte
Auf dem heutigen Gebiet von Castelnuovo Berardenga, im Ortsteil Montaperti, fand am 4. September 1260 die Schlacht von Montaperti statt, bei der sich Ghibellinen und Guelfen in Form von Florenz und Siena gegenüberstanden. Kurz vor den Toren Sienas musste Florenz damals eine vernichtende Niederlage erleiden. Castelnuovo selbst wurde erst mit einem Dekret vom 26. Juli 1366 von der Republik Siena gegründet und diente wie Monteriggioni als Überwachungsburg der senesischen Grenzen, in diesem Fall der Grenze zu Arezzo und Florenz. Unter dem Senesen Mino Dei wurden zwischen 1373 und 1374 die Stadtmauern und die Burg errichtet. Nach mehreren Versuchen seitens der Fiorentiner (1478 und 1479), die Burg einzunehmen, war Siena gezwungen, die Stadt gegen Ende des 15. Jahrhunderts mit einem neuen Mauerring auszustatten, von dem bis heute noch ein einziger Turm existiert. Als Folge der erneuten Auseinandersetzungen zwischen Florenz und Siena wurde Castelnuovo 1554 von Florenz eingenommen und erlitt das gleiche Schicksal wie Siena. Es wurde ins Großherzogtum Toskana unter Cosimo I. de’ Medici eingegliedert.

## Sehenswürdigkeiten

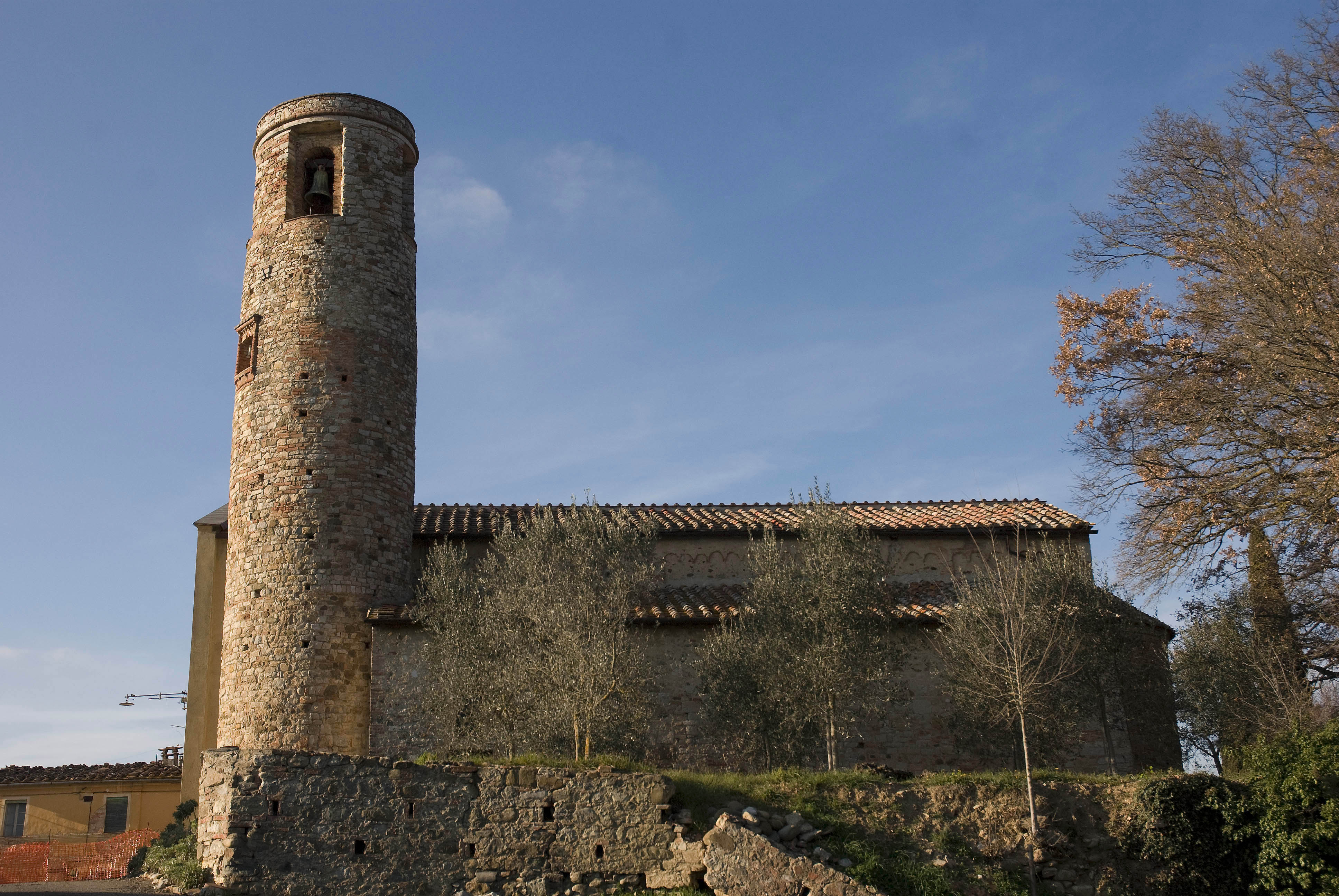
Santa Maria a Pacina

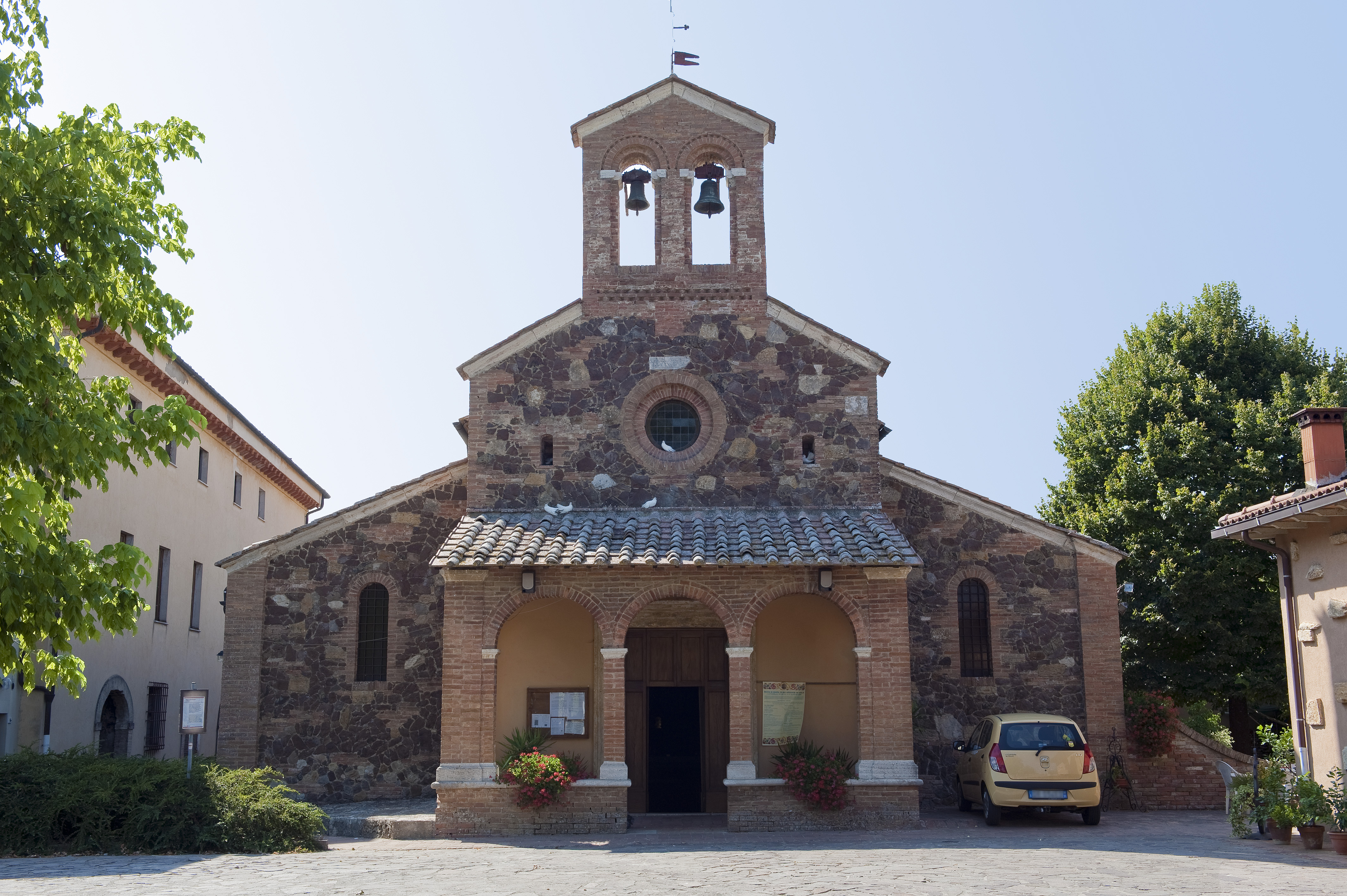
Sant’Ansano a Dofàna

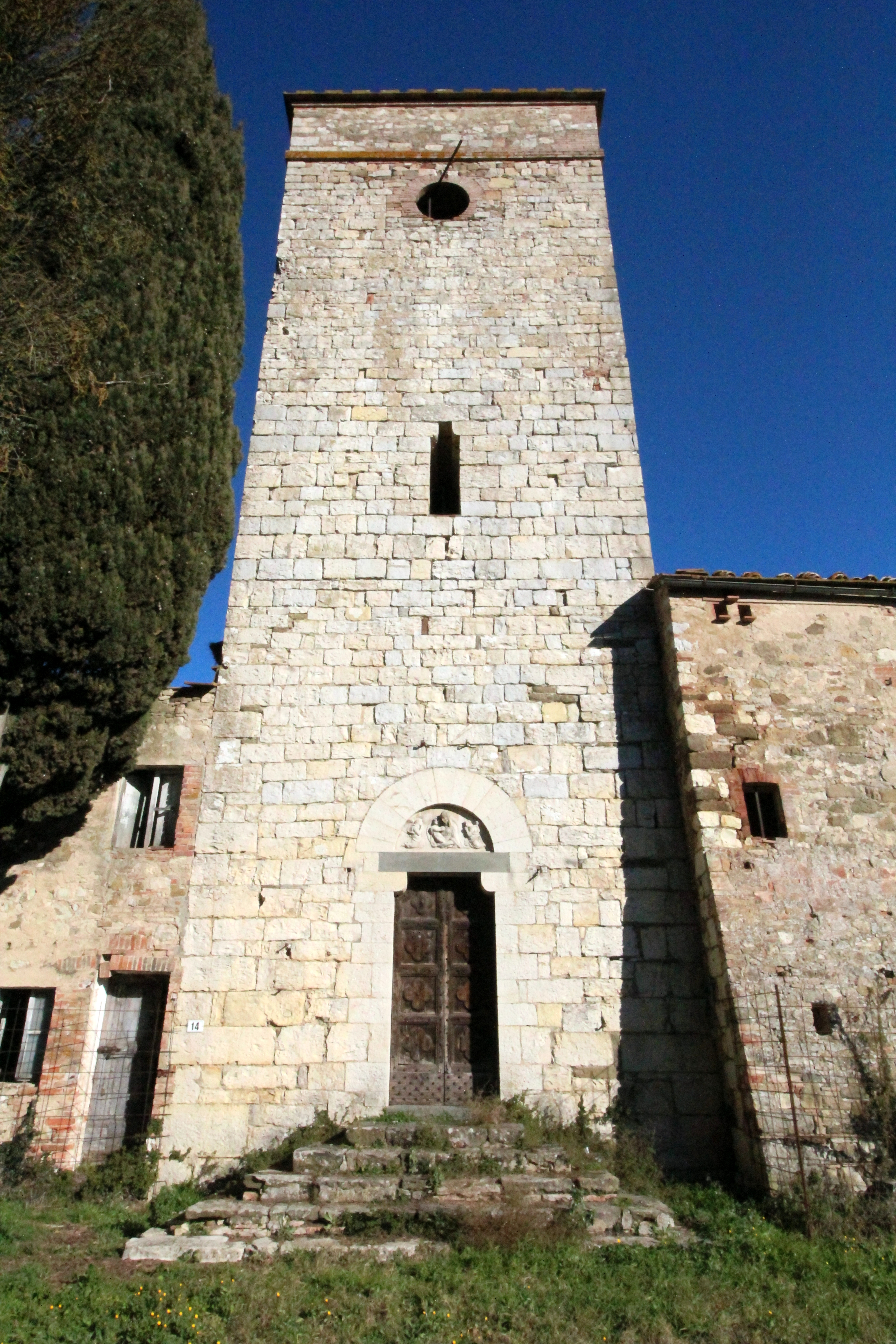
San Giovanni Battista in Pievasciata

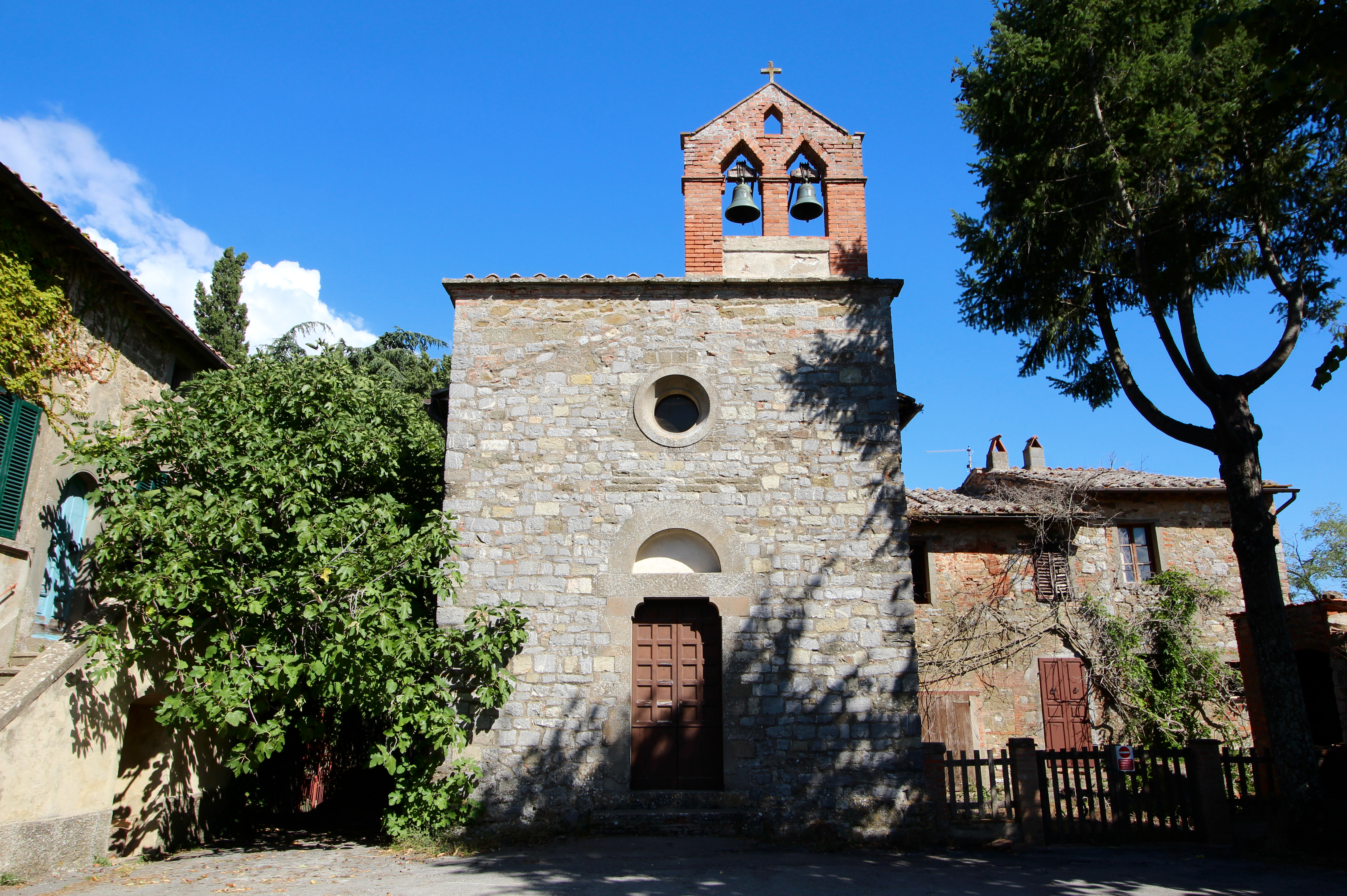
San Bartolomeo in Rosennano

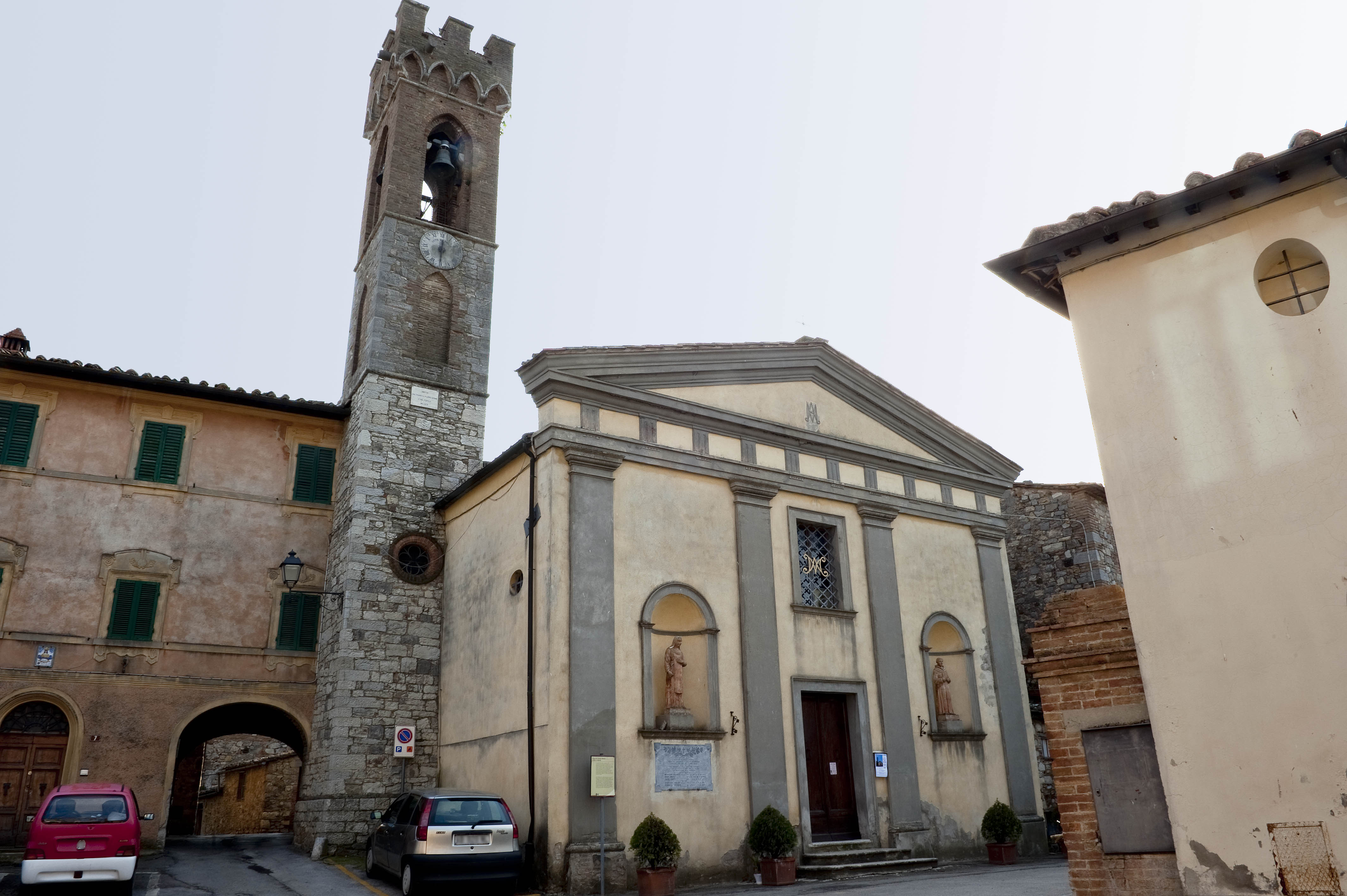
Kirche Santa Maria in Villa a Sesta

- Propositura dei Santi Giusto e Clemente, Kirche im Ortskern. Entstand 1843–1846 durch Agostino Fantastici und enthält die Werke Madonna col Bambino e Angeli von Giovanni di Paolo (Mittelstück eines Flügelaltars, 1426), Sacra famiglia con Santa Caterina da Siena von Arcangelo Salimbeni (zugeschrieben) und Madonna col Bambino von Andrea di Niccolò sowie Kopien aus dem 17. Jahrhundert der Werke Deposizione von Alessandro Casolani und Crocifissione von Ventura Salimbeni.[4]
- Chiesa della Compagnia di Maria Santissima del Patrocinio e Oratorio di San Sebastiano, Kirche im Ortskern, die von 1849 bis 1860 an der Piazza Marconi entstand. Das rechtsseitig anliegende Oratorio di San Sebastiano entstand von 1895 bis 1898. Enthält von Francesco Rustici das Werk Cristo crocifisso tra i santi Francesco e Ludovico da Tolosa.[5]
- Cappella di San Giovanni, Kapelle der Villa Chigi-Saracini im Ortskern. Entstand um 1840 und enthält das Werk Martirio di Sant’Orsola von Giovanni Bruni.[4]
- Pieve di Santa Maria a Pacina, Kirche kurz außerhalb (südwestlich) von Castelnuovo Berardenga. Entstand wahrscheinlich in der Mitte des 7. Jahrhunderts und wurde 1220 von Papst Honorius III. dem Bistum Arezzo zugeteilt.[6]
- Chiesa di San Bartolomeo a Sestano, Kirche kurz außerhalb (südöstlich) von Castelnuovo Berardenga. Wurde bereits 1163 dokumentiert und enthielt von Bartolomeo Bulgarini das Werk Santi Pietro, Paolo e Giovanni Evangelista (heute in der Pinacoteca Nazionale di Siena).[4]
- Monastero di San Salvatore a Fontebona, ehemaliges Kloster in Badia Monastero unweit des Flusses Ombrone. Wurde bereits am 15. Februar 867 erwähnt und bestand seit 1003 als Koster der Benediktiner.[7]
- Chiesa di Sant’Andrea, Kirche im Ortsteil Bossi, die 1833 dokumentiert wurde.[8]
- Pieve di San Felice, Kirche nahe dem Ortsteil Bossi, die schon 714 erwähnt wurde.[9]
- Chiesa di San Laurentino a Bossi, Kirche südwestlich von Bossi.
- Chiesa di San Lorenzo, Kirche in Campi (Campi nel Chianti, auch Campi della Berardenga).
- Chiesa di Sant’Ansano a Dofàna, Kirche zwischen Casetta und Montaperti. Ist seit 1139 bekannt und wurde 1930 von Egidio Bellini umgestaltet.[4]
- Oratorio di Sant’Ansano a Dofàna, Gebetshaus zwischen Casetta und Montaperti. Entstand 1108 an dem Platz des Martyriums des heiligen Ansanus (Sant’Ansano), dem Schutzheiligen der Stadt Siena. Wurde letztmals 1980 restauriert.[10]
- Chiesa di San Pietro, auch Canonica a Cerreto oder Chiesa dei Santi Pietro e Paolo a Canonica a Cerreto. Entstand im 11. oder 12. Jahrhundert und wurde am Ende des 18. Jahrhunderts restauriert und neu geweiht.[11]
- Chiesa di San Donato, Kirche im Ortsteil Guistrigona, die 1833 dokumentiert wurde.[12]
- Chiesa di Santa Maria (auch Santa Maria a Dofàna), Kirche im Ortsteil Montaperti, die 1837 fertiggestellt und bereits 1867 wegen Feuchtigkeit restauriert werden musste.[13]
- Pieve di San Giovanni Battista, auch Pieve Asciata (heute Cappella di San Giovanni Battista), seit dem 11. Jahrhundert bekannte Kirche und heutige Ruine im Ortsteil Pievasciata. War Teil einer Befestigungsanlage.[4]
- Parco Sculture del Chianti: Skulpturenpark mit zeitgenössischen Kunstwerken im Ortsteil Pievasciata.
- Certosa di San Pietro, auch Certosa di Pontignano, Kartause im Ortsteil Pontignano. Entstand ab 1341, die Befestigungsmauern stammen von 1385. 1784 wurde das Kloster aufgelöst. Im Inneren der Kirchen sind Fresken von Bernardino Poccetti (Storie della Passione und Morte di San Brunone im großen Kreuzgang sowie Ultima cena im Refektorium).[4]
- Chiesa dei Santi Giacomo e Niccolò, Kirche im Ortsteil Quercegrossa.
- Chiesa di San Bartolomeo, Kirche im Ortsteil Rosennano, die 1694 dokumentiert wurde.[14]
- Chiesa di San Giovanni Evangelista, Kirche im Ortsteil San Giovanni a Cerreto. Bereits 1194 dokumentierte Kirche.[15]
- Pieve dei Santi Cosma e Damiano, Kirche im Ortsteil San Gusmè.
- Chiesa della Compagnia della Santissima Annunziata, Kirche im Ortsteil San Gusmè.
- Chiesa di San Piero in Barca, Kirchenruine in San Piero, Località Barca.[16]
- Chiesa di San Cristoforo, Kirche im Ortsteil Vagliagli.
- Cappella della Compagnia, Kapelle im Ortsteil Vagliagli.
- Pieve di Santa Maria, Kirche im Ortsteil Villa a Sesta, die aus dem 8. Jahrhundert stammt. Enthält Werke von Jacopo della Quercia.[4]
- Cappella di San Giovanni, Kapelle der Villa Arceno, 1730 erbaut.[4]

## Verkehr
- Die Anschlussstellen Montaperti/Casetta und Castelnuovo Berardenga liegen an der Schnellstraße von Siena zur A1 und zur RA6 nach Perugia.
- Der Ort verfügt über die Haltestelle Castelnuovo Scalo an der Bahnstrecke Siena-Chiusi. Die Haltestelle liegt im Ortsteil Castelnuovo Scalo, der auch zu Asciano gehört. Die Haltestelle liegt auf dem Gemeindegebiet von Asciano.

## Auszeichnungen
- Castelnuovo Berardenga ist Träger der Bandiera Arancione des TCI.[17]
- Castelnuovo Berardenga ist Mitglied der Cittàslow-Bewegung.[18]

## Städtepartnerschaften
Castelnuovo pflegt Partnerschaften zu Puschendorf in Bayern und zu Le Taillan-Médoc in Frankreich.

## Söhne und Töchter der Gemeinde
- Jacopo della Quercia (1374 oder 1367–1438), Bildhauer der Frührenaissance, geboren im Ortsteil Quercegrossa, ebenso sein Bruder Priamo.
- Priamo della Quercia (um 1400–nach 1467), Maler der Frührenaissance, Bruder des Jacopo della Quercia.
- Domenico Beccafumi (um 1486–1551), Maler und Bildhauer des Manierismus, wahrscheinlich in der Fraktion Montaperti geboren.
- Pietro Sorri (1556–1622), Maler, geboren im Ortsteil San Gusmè.